# Rue Pixérécourt
Pour les articles homonymes, voir Pixerécourt.
La rue Pixérécourt est une voie située dans le 20e arrondissement de Paris, en France.

## Situation et accès
La rue Pixérécourt est une voie publique située dans le 20e arrondissement de Paris. Elle débute entre le 133 et le 135 rue de Ménilmontant, et se termine entre le 210 et 212 rue de Belleville.
La circulation est en double sens dans la partie située entre la rue de Ménilmontant et la rue Olivier Métra ; elle est à sens unique de la rue Olivier-Métra à la rue de Belleville.
Elle est numérotée de 1 à 91 et de 2 à 90.

## Origine du nom
La rue porte le nom de l'auteur dramatique français des XVIIIe et XIXe siècles, René-Charles Guilbert de Pixerécourt (1773-1844).

## Historique
Cette voie de l'ancienne commune de Belleville est tracée en partie sur le plan de Jouvin de Rochefort de 1672 sous le nom de « rue de Calais ». Elle permettait de rejoindre au sud le village de Ménilmontant. Elle se prolongeait au nord par la rue Saint-Denis (actuelle rue Compans), qui menait au village de La Villette.
Classée dans la voirie parisienne en vertu du décret du 23 mai 1863, elle prend sa dénomination actuelle par un décret du 10 février 1875.
Dans les années 1960-1970, les immeubles du côté pair entre le no 84 (toujours debout) et l'entrée de la rue des Pavillons sont rasés. Des immeubles sont construits sur un nouvel axe, dans l'alignement de la partie sud de la rue des Pavillons. Le jardin Pixérécourt est alors aménagé.
Des travaux de végétalisation et de piétonisation ont lieu en 2024-2025,.

## Bâtiments remarquables et lieux de mémoire
- Le sculpteur Achiam (1916-2005) y habita, ainsi que le compositeur Jean-Joseph Cassanéa de Mondonville (1711-1772).
- À l'emplacement du no 8 actuel se trouvait jusqu'au début du XXe siècle un vignoble[6].
- Au no 17, le fronton indique : « Société philanthropique de Paris - Fondation Spiers ».

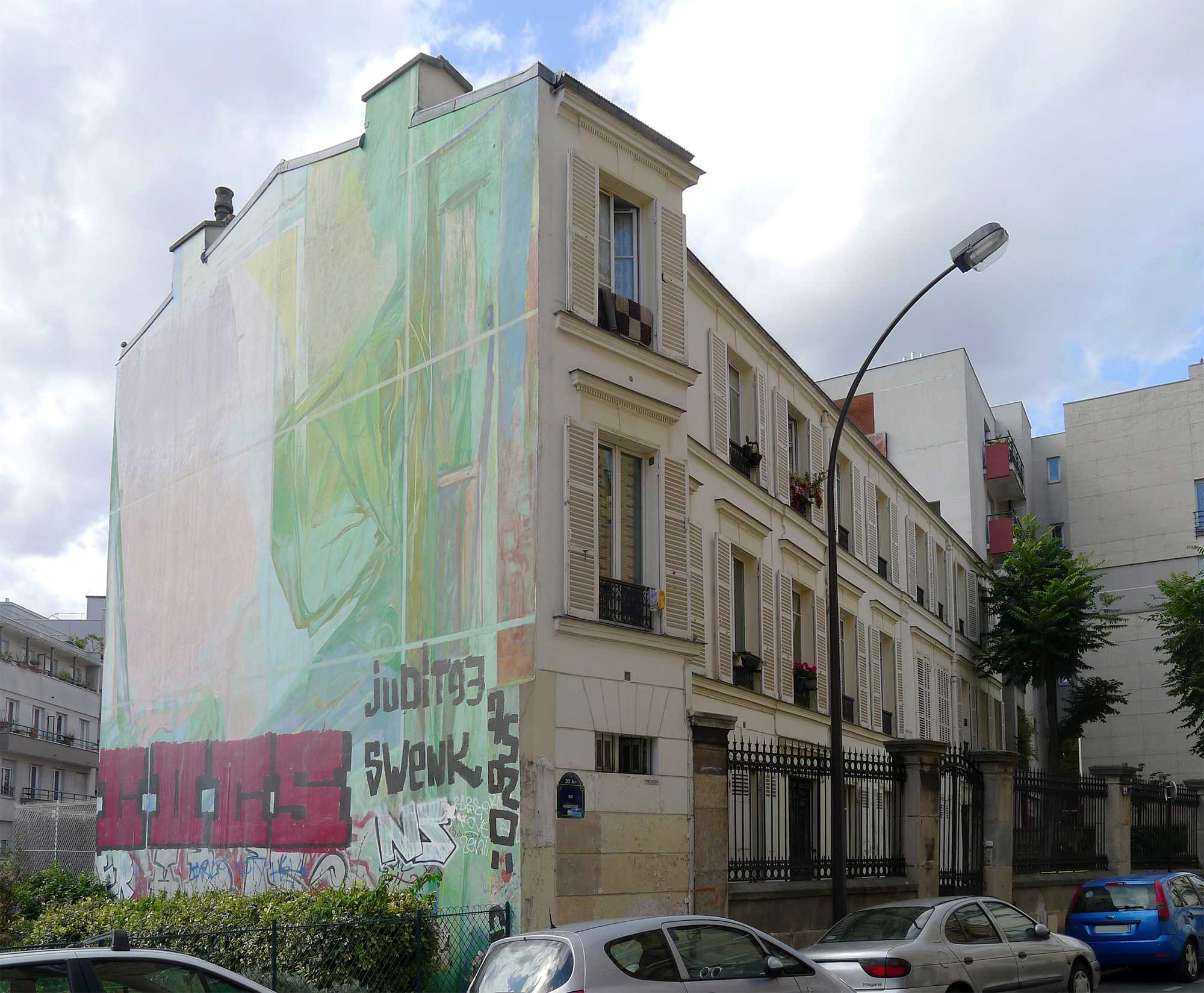
Mur peint au no 29.

- Au no 50 vécut le peintre Léon Gaudeaux (1893-1947).
- Jardin Léon-Zyguel et jardin Pixérécourt.